# 云状雪兔子
云状雪兔子（学名：Saussurea aster）是菊科风毛菊属的植物，为中国的特有植物。分布于中国大陆的西藏、青海等地，生长于海拔4,500米至5,400米的地区，常生于高山流石滩，目前尚未由人工引种栽培。